# Adelino Nunes
Pour les articles homonymes, voir Nunes.
Adelino Nunes, de son nom complet Adelino Carlos Morais Nunes, est un footballeur portugais né le 6 septembre 1960 à Manteigas. Il était milieu défensif.

## Biographie
Nunes est né à Manteigas, district de Guarda . Pendant 18 saisons en tant que professionnel, il a joué principalement pour Vitória Setúbal (sept saisons en deux périodes distinctes). À l'été 1984, il a signé pour les géants de la première division SL Benfica, étant un membre relativement important de l'équipe qui ont remporté le championnat national en 1987, contribuant à 24 matchs et huit buts, dont un doublé lors d'une victoire 2-0 à l'extérieur contre le SC Farense le 1er février 1987. Le 28 mai 1988, en tant que joueur de Benfica, il atteint la finale de l'UEFA Champions League, après avoir perdu aux tirs au but contre le PSV.  De plus, il gagne trois coupes nationales consécutives avec Benfica.
En 1990, après deux ans avec le CS Marítimo, Nunes revient à Setúbal à 30 ans, subissant une relégation lors de sa première année mais aidant Vitória à revenir dans l'élite lors de sa troisième saison. Il a mis un terme à sa carrière à 37 ans après deux ans avec CD Beja en deuxième division, où il a retrouvé son ancien coéquipier de Setúbal Hernâni Neves. Au cours de 11 saisons, il a amassé des totaux de première division de 228 matchs et 19 buts.

## Carrière

### En club
- 1979-1982 :  FC Barreirense
- 1982-1984 :  Vitória Setúbal
- 1984-1988 :  Benfica Lisbonne
- 1988-1990 :  CS Marítimo
- 1990-1995 :  Vitória Setúbal
- 1995-1997 :  CD Beja

### En sélection
Nunes compte 18 sélections pour le Portugal avec 2 buts marqués. La plupart de ses apparitions ont eu lieu après la Coupe du monde de football de 1986, alors que la plupart des internationaux ont quitté l'équipe nationale après la triste Affaire Saltillo au Mexique. 
| N° | Date            | Lieu                                             | Adversaire | Score | Résultat |        |
| -- | --------------- | ------------------------------------------------ | ---------- | ----- | -------- | ------ |
| 1. | 25 janvier 1989 | Stade Olympique (Athènes) , Athènes, Grèce       | Grèce      | 0-1   | 1-2      | Amical |
| 2. | 29 mars 1989    | Estádio José Alvalade (1956), Lisbonne, Portugal | Angola     | 4-0   | 6-0      | Amical |

## Palmarès

### En club
Benfica Lisbonne :
- Champion du Portugal en 1987.
- Vainqueur de la Coupe du Portugal en 1985, 1986 et 1987.
- Vainqueur de la Supercoupe du Portugal en 1985.
- Finaliste de la Coupe d'Europe des clubs champions en 1988.